# Can Xalant
Can Xalant, Centre de Creació i Pensament Contemporani de Mataró, és un equipament de l'Ajuntament de la capital del Maresme destinat a la recerca i la innovació en diversos àmbits, especialment les arts visuals; fruit del conveni entre l'Institut Municipal d'Acció Cultural i el Departament de Cultura de la Generalitat de Catalunya.
Situat a una antiga masia datada dels segles XVI/ XVIII, Can Xalant actua com a espai de producció ideat per desenvolupar projectes artístics, especialment de creadors emergents, mitjançant residències, convocatòries de beques i tallers on es treballa conjuntament amb els autors. Concebudes com un servei públic, les estades permeten als artistes arribar a les condicions òptimes perquè les seves iniciatives es concretin i puguin oferir-se als espectadors.
Can Xalant va iniciar la seva activitat a finals del 2005, aprofitant el Pla de Centres de Producció i Creació amb el qual la Generalitat volia potenciar una sèrie de convenis amb consistoris locals per desenvolupar el que seria la futura Xarxa de Centres d'Arts Visuals de Catalunya. Seguint la casuística dels centres que integren aquesta xarxa, les arts visuals són el llenguatge creatiu més sovintejat pels residents del centre. Tot i això, lluny de centrar-se en els materials, les tècniques i els suports a emprar, les activitats que genera el centre es basen en la relació que creadors i usuaris tenen amb tots els elements que intervenen en les arts.
Per aquest motiu destaquen en la seva programació activitats com seminaris, debats, publicacions, o la gestió d'intercanvi d'artistes amb altres centres d'arreu del món que complementen els cursos i tallers destinats a la producció. Les exposicions d'art, una altra de les activitats a destacar, es realitzen en col·laboració amb altres centres o utilitzant les sales de Can Palauet, una altra masia a la mateixa ciutat de Mataró rehabilitada en 2009 perquè se'n pogués fer aquest ús.

## Història

### Inicis
L'emplaçament que Can Xalant ocupa actualment és una masia que fou construïda entre els segles xvi i xviii, i va ser reclamada durant els anys 80 pel govern socialista de la ciutat per fer-ne un ús municipal. Es va iniciar un Pla Parcial de la zona del Pla d'en Boet, amb el qual la masia va ser emprada com a magatzem de l'Ajuntament. A les immediateses s'hi va construir un camp de futbol inaugurat el 12 d'octubre del 2000, i que fou utilitzat pels equips locals Juventus AC, Penya barcelonista i Penya X.
Fou el 2003 quan gràcies al Consell de la Joventut de la ciutat, la masia es va convertir en un centre d'art per a nous creadors. Amb la regidoria en mans d'ICV, que en va veure les possibilitats, es pactà amb l'Entitat Autònoma de Difusió Cultural que Can Xalant formés part de la xarxa de centres de producció d'art contemporani que la Conselleria de Cultura de la Generalitat volia potenciar. Així, la masia acabà la seva rehabilitació el 2005 amb 710.000 euros invertits. Els arquitectes municipals Lluís Gibert i Anna Llop es van proposar d'acomodar la casa al nou ús sense modificar ni l'estructura interior ni l'exterior, per la qual cosa van projectar un edifici de nova planta annex a l'antic que tingués lavabo i ascensor.
| «                                                      | Vam voler mantenir l'escala però construir un edifici amb el llenguatge del segle xx. Això ens va permetre donar-li la volta a la casa i canviar el lloc d'entrada, ja que la ciutat havia crescut a la zona nord i l'entrada a la masia era a la façana sud. Així vam provocar una nova entrada i creàrem un passadís de distribució transparent entre la zona nova i la zona antiga. | » |
| — Lluis Gibert, Arquitecte (La Vanguardia, 06-10-2006) | |   |

Finalment Can Xalant es va inaugurar el maig de 2005 any com a centre d'art i pensament contemporani, però no seria fins a l'octubre següent quan es posaria en marxa amb la creació del seu particular òrgan de gestió. L'empresa Trànsit Projectes i l'ens municipal Associació per la Cultura i l'Art Contemporani de Mataró (ACM) han compartit des del primer moment la direcció del centre, després d'un concurs públic que es resoldria amb la cooperació entre la primera de les entitats, dedicada a la gestió cultural i amb seu a Barcelona; i la segona, una assocació dedicada a la promoció de l'art contemporani a Mataró, popular per la seva tasca en l'organització d'exposicions, concerts, conferències, seminaris, debats i altres esdeveniments durant més de quinze anys.
L'artista visual i antropòleg Pep Dardanyà serà el director de Can Xalant des de l'establiment d'aquest model de gestió, a més de ser un ferm defensor d'aquest últim:
| «                                                                  | És una bona proposta perquè ajunta experiències diferents en el camp de l'art que enriqueixen el model de gestió. Aquesta organització interna no és supèrflua sinó que està basada en un dels objectius del centre: el treball en equip i la col·laboració. | » |
| — Pep Dardanyà, director de Can Xalant (La Vanguardia, 06-10-2006) | |   |

### 2006- 2008
La impulsió d'un laboratori d'idees que a més és un centre de suport als creadors i escampa la creació al llarg del territori és rebuda amb entusiasme per gran part del teixit cultural de Catalunya, tant des de la crítica especialitzada com des dels mitjans de comunicació. Prova d'això són, per exemple, els elogis que Xavier Bru de Sala dedica a Can Xalant en els seus articles a La Vanguardia. Precisament amb l'ànim d'interrogar i debatre al voltant de l'aparició del centre, apareix la primera activitat de la història de Can Xalant, la "Jornada de reflexió i debat sobre els Centres de Creació i Producció", que té lloc en desembre de 2005. Es tracta d'un debat que, entre altres coses, té la missió de donar a conèixer el nou Centre de Creació i Pensament Contemporani de Can Xalant així com els altres centres d'art que s'havien de crear seguint el mateix model.
| «                                                          | Dirigido por Pep Dardanyà, Can Xalant es un centro modesto de alta efectividad. El presupuesto, trescientos mil euros anuales, da para un número creciente de actividades, entre ellas el intercambio de artistas residentes con otros países. Su carácter pionero y la vocación de laboratorio de ideas y proyectos artísticos le debería otorgar una visibilidad y una consideración públicas que no tiene, porque todo el mundo entiende que haya laboratorios de ciencia o tecnología pero no de arte y nuevas miradas. Pero es igualmente punta de lanza estratégica, simiente de futura capitalidad para Catalunya. Y, en justa correspondencia, Mataró y el Maresme deberían estar orgullosos de tenerlo y en gran parte mantenerlo. | » |
| — Xavier Bru de Sala (Culturas, La Vanguardia, 02-07-2008) | |   |

L'agenda de Can Xalant es va omplint amb comptagotes durant el 2006. Un inici d'activitat que després del seminari "Art i Memòria", amb ponències i taules rodones, tindrà el seu primer punt fort amb el workshop "Arquitectures temporals", coordinat per Gilles Coudert i que té a l'artista japonès Tadashi Kawamata com a protagonista. El taller es dirigeix tant a artistes visuals i arquitectes com a estudiants d'art, arquitectura i interiorisme, i pretén dissenyar i realitzar una arquitectura efímera per al pati de Can Xalant, que ha esdevingut un espai útil per a algunes de les activitats complementàries del centre
En aquestes línies d'acció, així com en la resta d'activitats que nodriran els dos primers anys de Can Xalant, es concreta el caràcter col·laboratiu de la majoria de les seves propostes. Una de les més simbòliques és la que coorganitzen Can Xalant i el grup KRTU, "Visible/ invisible", que té lloc el juny del mateix 2006. Una trobada de creadors que vol dialogar sobre les múltiples relacions creatives i conflictives que s'estableixen en l'art, la societat i els mitjans de comunicació. A partir d'aquesta activitat alguns dels noms propis de la crítica d'art i el comissariat a Catalunya que giraran habitualment al voltant de Can Xalant estableixen contacte amb el centre: Martí Peran, Pilar Bonet, Jorge Luis Marzo, Rosa Pera, etc.
La voluntat de treballar prioritzant la col·laboració tindrà sobretot molta sortida pel que fa a l'elaboració de programes conjunts amb altres entitats, o la participació activa de Can Xalant en projectes impulsats per altres. Aquest és el cas de la seva participació en el programa "Hem pres la ràdio!" del Centre d'Art Santa Mònica (actual Arts Santa Mònica) o "Anella cultural". Per aquests anys, Can Xalant també estableix sinergies amb la Mostra de cinema de Mataró, l'Associació per a les Arts Contemporànies de Vic i la Càtedra d'Art i Cultura Contemporànies de la Universitat de Girona. També en setembre de 2006 es crea una de les activitats més potents de la primera etapa de Can Xalant: "ON/BCN". Aquest és un projecte de recerca sobre les problemàtiques relacionades amb l'urbanisme a partir de l'exploració del territori. Creat l'any 2000 a partir del col·lectiu Italià Stalker, ON/BCN ha desenvolupat projectes a diferents ciutats del món. En aquell moment, la seva vinculació amb Can Xalant en qualitat de col·lectiu resident durant el període 2006-2007, centra el seu projecte a Mataró i a la comarca del Maresme. Durant l'abril de 2007 es realitza el projecte "Rieres i Rambles. Roaming ultra Barcelona", cinc recorreguts simultanis des de les comarques del Maresme, el Vallès Oriental, el Vallès Occidental, el Baix Llobregat i el Garraf, fins a la ciutat de Barcelona. Martí Peran és un dels principals impulsors del taller.
Des d'aleshores, Can Xalant ha acollit a artistes d'arreu del món, com el videoartista francès Laurent Quénéhen, el col·lecitu de Sant Sebastià Amasté, Katalina Soós i Monika Bálint (Budapest, Hongria), Claudio Zulian, René Francisco (L'Havana), Stefano Romano, de Tirana, o els argentins Gustavo Diéguez i Lucas Gilardi. Tots ells han protagonitzat residències, seminaris, workshops i altres activitats al centre de Mataró.
El caràcter multidisciplinari de Can Xalant també es mostra sovint amb la inclusió de nombroses activitats musicals, com és el cas de la jornada de portes obertes del 18 de juliol de 2008, que inclou l'organització d'actuacions d'artistes coneguts, com Matt Elliot, Standstill, Margarita, Mustach o els punxa- discos habituals de la sala Heliogàbal de Barcelona, que tindran una presència habitual en altres jornades d'aquest tipus a Can Xalant.

### 2009- 2011
Can Xalant no fa sinó créixer en 2009, amb la inauguració d'una altra masia a la ciutat que serviria d'espai per acollir les exposicions que sorgeixin del treball que es realitza al centre de Pla d'en Boet. Can Palauet, el nou espai disponible a partir del març d'aquest any, s'estrena amb una exposició col·lectiva de cinc artistes en residència al mateix centre: Aníbal Parada, Margarita Pineda, Raül Roncero, Joan Navarro i Antonio Gagliano. També hi participen els col·lectius Airvoland i Les Salonnières, aquest últim, amb presència habitual al centre.
La col·laboració amb referents internacionals per dur a terme workshops i altres sessions marca també l'inici del 2009. N'és una mostra el taller Disruptions, impartit per l'artista Rirkrit Tiravanija (Santpatong, Tailàndia), el ja esmentat Martí Peran i l'artista Josep- Maria Martín. Un taller que a més funcionaria com a plataforma d'intercanvi entre estudiants de ciutats com Montpeller, Barcelona, Ginebra o Perpinyà
Però és la revisita a una de les activitats clau de 2006 el que dona llum un altre dels projectes emblemàtics de la història de Can Xalant. L'espai efímer construït durant el taller amb Tadashi Kawamata és objecte d'una activitat de remodelació i ampliació on a partir del juny de 2009 comencen a treballar-hi el duo d'arquitectes argentins Gustavo Diéguez y Lucas Gilardi, que ja havien participat en un seminari a finals de 2008. De la col·laboració d'aquest duo, integrant del col·lectiu a77, amb l'arquitecte i artista català Pau Faus, sorgeix el projecte "We Can Xalant. Laboratori d'arquitectures nòmades i auto- construcció"
El taller s'estén fins al juliol i es basa en reinterpretar la construcció de Kawamata i desenvolupar, a més, una unitat mòbil com a extensió del mateix centre a l'espai públic. Un dels fets més destacables és que dita unitat, semblant a un model de caravana, es construeix a partir de la col·laboració de diverses institucions i persones, com l'Associació de veïns del Pla d'en Boet, el Centre Obert Pla d'en Boet o l'Arca del Maresme. Finalment es realitzen dos unitats mòbils, i el projecte, a més, s'inclou dins d'"Activa disonancias 2009", una iniciativa que uneix empreses amb artistes i centres d'investigació.
En 2009 s'organitzen, entre d'altres, les jornades Google Revolution, comissariades per Jorge Carrión i amb la participació de Joan Fontcuberta, Isaki Lacuesta, Rodrigo Fresán, Germán Sierra i Alfredo Sanzol, unes sessions on es debat al voltant de les noves formes d'accés al saber en un món connectat i globalitzat.
Un altre dels moments destacables d'aquest període, és l'accent que es posa al treball en xarxa quan durant tot el desembre Can Xalant participa en el projecte "Limen, el centre d'art com a institució total" junt a 10 centres expositius més: Caixaforum de Barcelona, Tarragona, Lleida, Girona i Palma; Macba, Fundació Antoni Tàpies, Arts Santa Mònica, ArtVic de Vic. El projecte consisteix en una crítica a la imatge actual dels centres d'art, i que articula al vestíbul dels 10 centres fotomuntatges que comparen els centres d'art amb tanatoris, presons o hospitals psiquiàtrics.

### 2012: Perill de tancament i futur incert
2012 és una data que sembla seguir les passes de l'any anterior pel que fa a creixement en nombre d'activitats, ja que supera la cinquantena quan, sobtadament, l'any es trunca. Arriba la pitjor notícia que pot rebre el centre: dins el context de retallades i ajusts pressupostaris que pateix el teixit cultural públic de Catalunya, l'ajuntament de Mataró anuncia la pretensió de tancar Can Xalant en 2013 per garantir la seva viabilitat econòmica. El contracte que l'empresa gestora, Trànsit projectes, tenia amb l'Ajuntament, ara dirigit per Convergència i Unió, s'ha acabat el dia 3 de novembre i no hi ha perspectives de renovació. En una nota de premsa, l'equip de govern municipal anticipa que pensa en un tancament temporal per tal de "replantejar" el seu model de centre, especialment a nivell de gestió, motivat pel llast econòmic que l'equipament produeix a les arques públiques, segons al·lega el consistori del Maresme.
La notícia apareixerà en primer lloc al diari comarcal Capgròs.com, i ràpidament la resta de mitjans de comunicació se'n faran ressò. Segons la publicació del Maresme, l'Ajuntament de Mataró apunta que vol "intentar mantenir el projecte de manera més sostenible", i que "reitera el compromís amb aquest centre de creació" malgrat que el vincula directament als 200.000 euros que aporta anualment el Departament de Cultura de la Generalitat. Per la seva part, el consell de direcció es mostra escèptic respecte al canvi. Es lamenta la situació del centre, així com de l'estat d'altres entitats que tenen un model semblant i que es troben en una situació límit. Entre totes les seves queixes, assenyala la contradictòria presència de Can Xalant en una xarxa que a priori ha d'enfortir la gestió del centre i que no pot evitar el perill de tancament. Un signe inequívoc, segons el director Pep Dardanyà, que no s'ha apostat en ferm per aquests nuclis de creació.
Les suspicàcies també apunten a un recel del nou govern municipal envers la mateixa entitat. En el seu paper de partit opositor, CiU havia criticat la línia d'actuació de Can Xalant i els diners que suposava el seu manteniment. Una vegada guanya l'alcaldia de la ciutat, apareixen les especulacions sobre el futur del centre, que semblen dissipar-se quan el Departament de cultura crea la nova Xarxa de Centres d'Arts Visuals. Llavors, el regidor de Cultura, Joaquim Fernàndez, assegura que la nova xarxa donarà "un impuls a la difusió" de Can Xalant, i que "després de vuit anys d'història del centre s'obre una nova etapa amb esperances i noves oportunitats".
Si continuem atenent a la direcció del centre, els seus integrants asseguren que el projecte de Can Xalant "segueix sent viable" i que sempre s'han mostrat disposats a "trobar alternatives i reenfocar el projecte en època de reajustaments pressupostaris". Tot i això, Dardanyà ha mostrat el seu pessimisme vers la possibilitat de reestructurar el projecte una vegada es porti a terme el tancament, atès que Can Xalant és un projecte de continuïtat que no podrà arrencar si es para. Aquesta situació, que ha qualificat de "contradictòria i incoherent", és segons el director una decisió unilateral del consistori, que a més troba la complicitat de la Generalitat: el pressupost el posa el departament de cultura, motiu pel qual l'Ajuntament hi traspassa part de la responsabilitat. Però la conselleria es desfà de tot protagonisme, ja que són els ajuntaments els que han de decidir el destí dels ens culturals de titularitat municipal. Sigui com sigui, el tancament suposa que molts projectes que s'hi estan duent a terme, com la Beca Mataró o la Beca Suñol, queden sense un desenvolupament idoni malgrat que els actuals gestors asseguren que els seguiran donant suport.
La reacció del sector artístic català no es fa esperar i al mes següent 1700 persones ja havien donat la seva signatura com a gest de protesta contra el tancament de Can Xalant. Noms com Bartomeu Marí, Xavier Antich, Berta Sureda, Jordi Carrion, Jordi Puntí, Oriol Fontdevila, David Santaeulària, Jorge Luis Marzo, Sergi Aguilar, Cèlia del Diego, o Anna Capella s'afegeixen a la llarga llista, que es dirigeix a l'Ajuntament de Mataró i el seu alcalde, Joan Mora, per reclamar que es plantegi de nou el tancament de Can Xalant. La petició titlla d'"injusta" i "perjudicial" el tancament, a més d'alabar el caràcter innovador i internacional del projecte i assegurar-ne la seva viabilitat.
Però el rebuig a la desaparició del centre també es vehicula a partir de la crítica institucional que efectuen alguns dels principals noms del comissariat i la crítica d'art, també propers a l'entorn de Can Xalant. Un dels primers a escriure sobre el tema és Oriol Fontdevila, comissari de la Sala d'Art jove de Barcelona, que des d'A-Desk, l'entitat dedicada a la crítica i el debat entorn la producció i la creació contemporània, publica una anàlisi sobre els motius del tancament. El seguirà el ja nomenat Jorge Luis Marzo des del seu bloc personal. Ambdós subratllen uns elements clau en els seus artícles: problemes com la desaparició de Can Xalant poden explicar-se a partir d'un "retorn a l'ordre" institucional fruit de la crisi econòmica i d'un particular enfocament ideològic a l'hora d'afrontar-la. Aquest enfocament es tradueix en una progressiva desaparició del suport públic als models més progressistes de gestió cultural.
| «                                                                                 | Contuberni no sé, però és meridianament clar que aquests processos responen a un lògica, proactiva o per negligència interessada, guiada per una desmesurada voluntat de control i per una inquina específica cap a l'art contemporani. De fet, el programa electoral de CiU a Mataró el 2011 ho deia negre sobre blanc: acabarem amb Can Xalant (“cal treure-li el suc a Can Xalant”). | » |
| — Jorge Luis Marzo, comissari i crític d'art (Soymenos.wordpress.com, 06-11-2012) | |   |

## Estat de la qüestió
La fi del contracte que tenien l'Ajuntament de Mataró i les entitats gestores de Can Xalant, Trànsit Projectes i l'ACM, juntament amb la voluntat del consistori de la ciutat del Maresme per canviar el model del centre de creació, ha portat l'entitat a una situació d'impàs. A l'espera d'un nou model de gestió, l'antiga masia del Pla d'en Boet es manté tancada tot i que encara hi ha activitat. Un grup d'artistes que tenien la seva residència al centre abans que tanqués portes a finals d'any encara hi segueixen treballen, sense contracte però amb permís del consistori. Mitja dotzena d'artistes que tenien contracte de residència amb l'empresa adjudicatària també segueixen fent ús de l'espai.
El Ple municipal del mes de desembre de 2012 ha acordat que el govern mantindria el servei públic que dona Can Xalant fins que es conegui el nou model de gestió que es proposa per al centre. També s'ha demanat a l'executiu municipal que impulsi una comissió de treball que discuteixi i engegui aquest nou model. L'acord s'ha produït a partir d'una proposta de resolució presentada per ICV i la CUP –que ha comptat amb els vots favorables del PSC i el PP-, i després d'una intervenció del comissari i crític Martí Peran en non d'ACM, i d'una defensa de la proposta de resolució per Conxita Calvo d'ICV-EUiA. Actualment, el grup municipal d'ICV- EUiA ha reclamat que el Govern de Catalunya respecti el conveni de col·laboració per tal de tornar a posar en marxa l'equipament, i garanteixi la dotació pressupostària a Can Xalant i a la Xarxa Pública de Centres i Espais d'Arts Visuals de Catalunya.

## Organigrama de gestió
2006- 2012
Consell de Direcció:
- Xavier Arenós (A C M)
- Pilar Bonet (A C M)
- Delícia Burset (Can Xalant)
- David Casacuberta (Trànsit)
- Pep Dardanyà (Can Xalant)
- Domènec (A C M)
- Gisel Noè (Patronat Municipal de cultura de Mataró)
- Roberto Pinto (Universitat de Trento, Itàlia)
- Cristina Riera (Trànsit).

Equip de treball Can Xalant: Pep Dardanyà (Direcció), Delícia Burset (Coordinació d'activitats), Susana Muns (Comunicació), Rafa Ruiz (Suport tècnic).
La presència de Roberto Pinto al Consell de Direcció es mantindrà només durant el 2006, no figurant-hi als anuaris de Can Xalant dels anys posteriors

## Exposicions

### En Col·laboració
- Still Sick. Festival Loop, Hotel Catalonia Ramblas, Maig 2010

- Cuentos crueles: las dos misiones del explorador. Nivell zero de la Fundació Suñol, Juliol- setembre 2010

- Acte 20: Daniela Ortiz, Black Round table. Nivel Zero de la Fundació Suñol, maig 2011

- Això no és un museu, artefactes mòbils a l'aguait. Produïda per ACVIC Centre d'Arts Contemporànies en col·laboració amb AC/E Acción Cultural Española. Compta amb diverses fases de desenvolupament en les que col·laboren o han col·laborat Universitat de Barcelona, Museo Centro de Arte Reina Sofía, Roulotte, Trànsit i Cercle Artístic Sant Lluc. Octubre 2011

- La Casa. Propostes dels països membres de REDESEARTEPAZ (Brasil, Nicaragua, Colòmbia, Argentina, Bolívia, Mèxic, Espanya i Xile) Centre Cultural Chacao,Caracas, Veneçuela. Octubre 2011

- Limen. El centre d'art com a institució total. ACVic, Caixaforum Barcelona, Tarragona, Lleida, Girona i Palma; Macba, Arts Santa Mònica, Can Xalant. Desembre 2011

- Acte 23: Ricardo Trigo. Fácil. Complicar el discurso, sin el ni un. Nivell zero de la Fundació Suñol. Maig- juny 2012

### Can Palauet
- Otoño- Invierno, Carolina Ruiz en Mataró. Desembre 2010

- Entremig, exposició d'Eva Marín. Maig- Setembre 2011

## Publicacions

### Anuaris
Els anuaris de Can Xalant recullen les iniciatives realitzades a l'equipament durant cada any. S'hi inclouen reflexions i debats que s'han generat al voltant de les activitats al centre. Els anuaris formen part d'una línia editorial iniciada pel centre el 2006, que té com a objectiu oferir una visió resumida dels projectes generats i difondre la tasca de Can Xalant.
- Anuari 2006[Enllaç no actiu]

- Anuari 2007[Enllaç no actiu]

- Anuari 2008[Enllaç no actiu]

- Anuari 2009-2010[Enllaç no actiu]